# Сборная Замбии по футболу (до 20 лет)
Сборная Замбии по футболу до 20 лет — национальная команда, представляющая Замбию в своей возрастной категории. Управляющей организацией является Футбольная ассоциация Замбии, имеющая членство в ФИФА, КАФ и КОСАФА. Футболисты из Замбии в возрасте 20 лет и младше имеют в своём активе одну победу на Кубке африканских наций и 12 трофеев в чемпионате КОСАФА.

## История

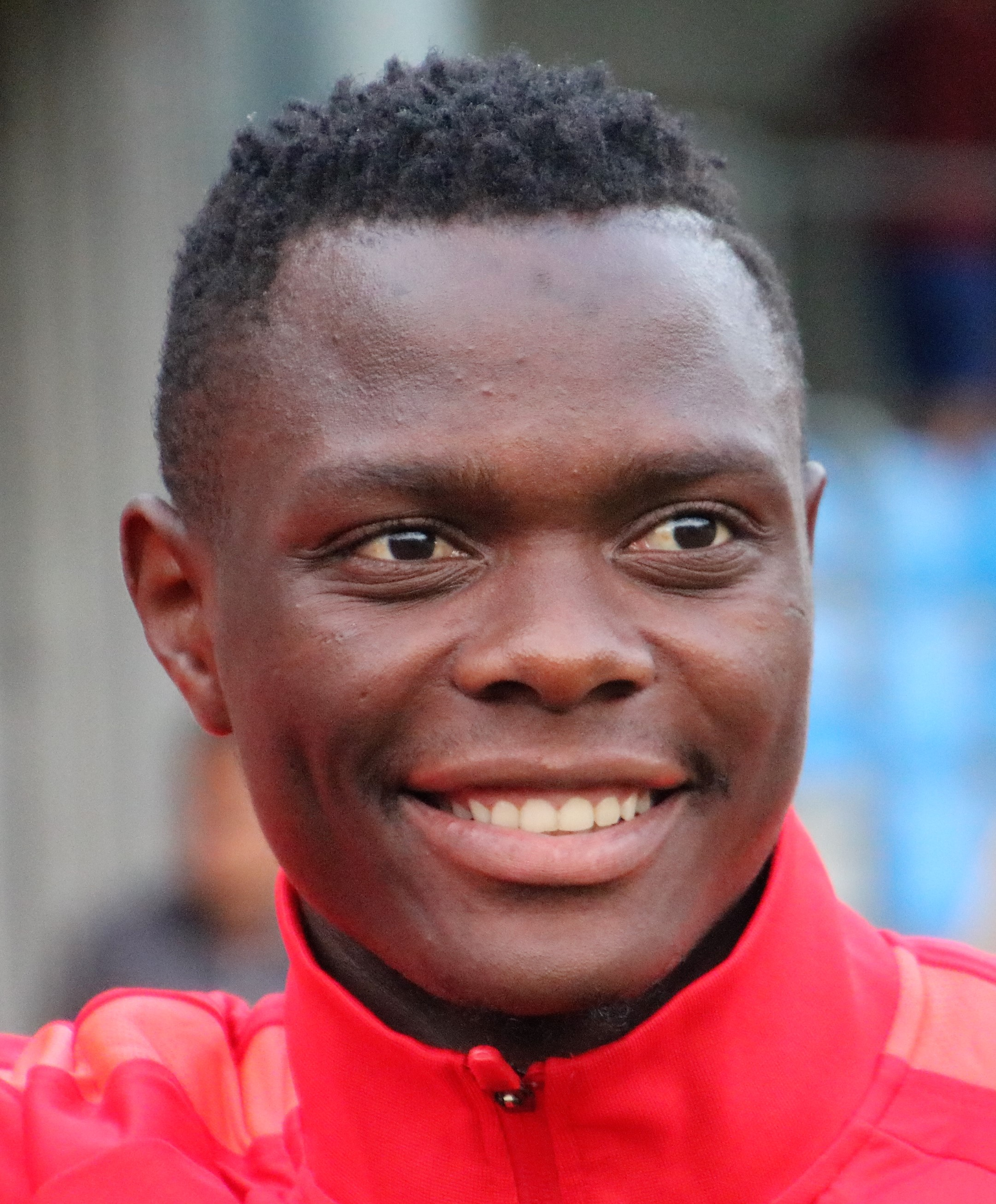
Патсон Дака — лучший игрок молодёжного КАН 2017 года

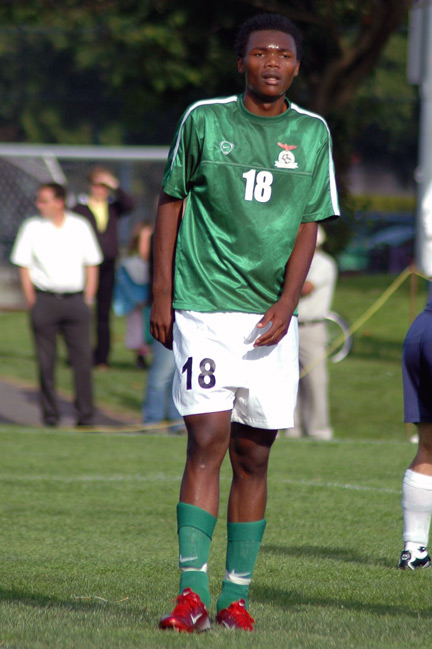
Роджерс Кола в игре за молодёжную сборную Замбии, 2007 год

Впервые сборная Замбии до 20 лет выступила на международном уровне в рамках предварительного раунда чемпионата Африки 1985 года, где по сумме двух матчей сумела пройти Мозамбик, но в следующем раунде оказалась слабее Эфиопии. Трижды замбийцы занимали 4 место в турнире (1991, 1999, 2007), прежде чем завоевать свой первый титул на Кубке африканских наций в 2017 году. Под руководством Бестона Чамбеши в финале домашнего турнира на стадионе Национальных героев Замбия сумела обыграть Сенегал благодаря голам Патсона Дака и Эдварда Чилуфья.
По итогам турнира 2017 года Патсон Дака получил приз лучшего игрока, а в 2007 году лучшим бомбардиром Кубка африканских наций становился Фвайо Тембо.
Успешная игра на всеафриканском турнире позволила трижды сыграть на чемпионате мира среди молодёжных команд. Лучший результат Замбии относится к мундиалю 2017 года в Республике Корея, где африканцы сумели обыграть в 1/8 финала Германию, а в четвертьфинале уступили Италии.
Замбия является рекордсменом чемпионат КОСАФА (до 20 лет), где завоевала с 1983 года 12 титулов, а также 5 серебряных медалей и 2 бронзы. Лучшими игроками турнира становились такие замбийцы как Саймон Сильвимба (2010), Патрик Гондве (2019), Принс Мумба (2020) и Чарльз Мумба (2022). Приз лучшего бомбардира в своём активе есть у Чаква Лунгу (2010), а лучшего вратаря у Джебан Тембо (2022).
В разные годы тренерами команды были Бен Бамфушиле (1999—2001), Джордж Лвандамина (2002—2008), Бестон Чамбеши (2016—2018) и Чиси Мвеве (с 2022 года).

## Достижения
- Победитель Кубка африканских наций (до 20 лет): 2017
- Чемпион КОСАФА (до 20 лет): 1983, 1986, 1993, 1995, 1997, 1999, 2003, 2010, 2011, 2016, 2019, 2022

## Результаты выступлений

### Кубок африканских наций
| Кубок африканских наций (до 20 лет) | Кубок африканских наций (до 20 лет) | Кубок африканских наций (до 20 лет) | Кубок африканских наций (до 20 лет) | Кубок африканских наций (до 20 лет) |
| Год                                 | Результат                           |                                     | Год                                 | Результат                           |
| ----------------------------------- | ----------------------------------- | ----------------------------------- | ----------------------------------- | ----------------------------------- |
| 1979                                | не участвовала                      | 2003                                | второй раунд                        |                                     |
| 1981                                | не участвовала                      | 2005                                | второй раунд                        |                                     |
| 1983                                | не участвовала                      | 2007                                | 4 место                             |                                     |
| 1985                                | первый раунд                        | 2009                                | второй раунд                        |                                     |
| 1987                                | первый раунд                        | 2011                                | не прошла квал.                     |                                     |
| 1989                                | не участвовала                      | 2013                                | не прошла квал.                     |                                     |
| 1991                                | 4 место                             | 2015                                | групповой этап                      |                                     |
| 1993                                | не участвовала                      | 2017                                | победитель                          |                                     |
| 1995                                | групповой этап                      | 2019                                | не прошла квал.                     |                                     |
| 1997                                | групповой этап                      | 2021                                | не прошла квал.                     |                                     |
| 1999                                | 4 место                             | 2023                                | групповой этап                      |                                     |
| 2001                                | второй раунд                        | 2025                                |                                     |                                     |

### Чемпионат мира
| Чемпионат мира среди молодёжных команд | Чемпионат мира среди молодёжных команд | Чемпионат мира среди молодёжных команд | Чемпионат мира среди молодёжных команд | Чемпионат мира среди молодёжных команд | Чемпионат мира среди молодёжных команд | Чемпионат мира среди молодёжных команд | Чемпионат мира среди молодёжных команд |
| Год                                    | Результат                              | И                                      | В                                      | Н                                      | П                                      | ГЗ                                     | ГП                                     |
| -------------------------------------- | -------------------------------------- | -------------------------------------- | -------------------------------------- | -------------------------------------- | -------------------------------------- | -------------------------------------- | -------------------------------------- |
| 1999                                   | групповой этап                         | 3                                      | 1                                      | 1                                      | 1                                      | 5                                      | 8                                      |
| 2007                                   | 1/8 финала                             | 4                                      | 1                                      | 1                                      | 2                                      | 5                                      | 5                                      |
| 2017                                   | 1/4 финала                             | 5                                      | 3                                      | 0                                      | 2                                      | 12                                     | 10                                     |
| Всего                                  | 3/23                                   | 12                                     | 5                                      | 2                                      | 5                                      | 22                                     | 23                                     |